# Пайсята
Пайсята — река в России, протекает по Ямало-Ненецкому АО. Устье реки находится в 112 км по правому берегу реки Айваседапур. Длина реки составляет 5 км. Образуется слиянием рек Тыдэсамипайсята (справа) и Хойкосамипайсята в 5 км от устья.

## Данные водного реестра
По данным государственного водного реестра России относится к Нижнеобскому бассейновому округу, водохозяйственный участок реки — Пур, речной подбассейн реки — подбассейн отсутствует. Речной бассейн реки — Пур.
Код объекта в государственном водном реестре — 15040000112115300058340.